# Kraj (Trebinje)
Pour les articles homonymes, voir Kraj.
Kraj (en serbe cyrillique : Крај) est un village de Bosnie-Herzégovine. Il est situé sur le territoire de la ville de Trebinje et dans la Rrépublique serbe de Bosnie. Selon les premiers résultats du recensement bosnien de 2013, il compte 25 habitants.

## Géographie
Le village est entouré par les localités suivantes :
|        | Tuli Turmenti Orašje Zubci |                |
| Uvjeća | Kraj                       | Bogojević Selo |
|        | Kunja Glavica              |                |

## Démographie

### Évolution historique de la population dans la localité
| 1948 | 1953 | 1961 | 1971 | 1981 | 1991 | 2013 |
| ---- | ---- | ---- | ---- | ---- | ---- | ---- |
| -    | -    | 125  | 101  | 78   | 43   | 25   |

|  |

### Répartition de la population par nationalités (1991)
En 1991, les 43 habitants du village étaient tous serbes.